# استوی
استوی یک منطقهٔ مسکونی در افغانستان است که در ولایت فراه واقع شده‌است.